# Ngwevu
Ngwevu (espécie-tipo Ngwevu intloko, diretamente do Xhosa 'ngwevu' e 'intloko' que significa "crânio cinza") é um gênero de dinossauro sauropodomorfo da família Massospondylidae, típico da Formação Elliot do Jurássico Inferior, na África do Sul. O tipo e único espécime conhecido, BP/1/4779, foi descoberto em 1978 por James William Kitching. O gênero é principalmente distinguido pelo seu crânio sendo mais robusto do que o de Massospondylus.